# Uridinmonofosfát
Uridinmonofosfát (UMP, 5′-uridylová kyselina nebo uridylát) je nukleotid složený z cukru ribózy, nukleové báze uracilu a jedné fosfátové skupiny. Jde o ester kyseliny fosforečné a nukleosidu uridinu. Jako substituent má podobu předpony uridylyl-. Vznik kovalentní vazby UMP (například na protein adenyltransferázu) se nazývá uridylace (někdy uridylylace).
UMP je přítomen ve všech živých organismech. Je nejdůležitějším meziproduktem v biosyntéze pyrimidinu. Všechny ostatní pyrimidinové nukleotidy jsou tvořeny z UMP a následně vznikají během jejich degradace.
UMP je jedním z monomerů v ribonukleové kyselině (RNA). Pokud je fosfátový zbytek vázán na deoxyribózu, jde o deoxyuridinmonofosfát nebo deoxyuridylát (dUMP), který je meziproduktem v biosyntéze nukleotidu deoxythymidintrifosfátu (dTTP) v deoxyribonukleové kyselině (DNA).

## Biosyntéza UMP

Původ jednotlivých atomů v UMP během denovo syntézy (červené z PRPP, zelené z aspartátu; černé z hydrogenuhličitanu; modré z aminoskupiny glutaminu)

Biosyntéza UMP probíhá (s výjimkou defosforylace UDP a UTP), několika syntetickými cestami:
- Hlavní cesta (denovo syntéza), začíná aspartátem a karbamoylfosfátem za vzniku orotidin-5′-monofosfátu (OMP), který je převeden na UMP pomocí enzymu orotinin-5′-fosfátdekarboxylázy. Tato reakce, pokud by byla nekatalyzovaná, je extrémně pomalá. Odhaduje se, že se vyskytuje v průměru jednou za 78 milionů let. Přiměřeně katalyzovaná reakce však probíhá jednou za sekundu, což je nárůst rychlosti 1017krát.
- Další cestou je fosforylace uridinu pomocí uridinkinázy.
- UMP je také k dispozici přímo z uracilu, když reaguje s fosforibosylpyrofosfátem (PRPP) za katalýzy uracilfosforibosyltransferázou.
- UMP může být produkován jako vedlejší produkt v metabolismu některých bakterií, v biosyntéze peptidoglykanů (například EC 2.7.8.6, EC 2.7.8.13) a při degradaci UDP-glukózy (EC3.6.1.45).

## Funkce UMP
V RNA je nukleová báze uracil (U) obsažená v UMP analogem thyminu (T), od kterého se liší pouze methylem přítomným v thyminu. Uracil může tvořit Watsonovy a Crickovy páry s adeninem, přičemž páry A-U v RNA jsou analogické párům A-T v DNA. Kromě toho může uracil tvořit nestabilní páry s guaninem. Tyto vratké páry G-U se podílejí na dekódování genetického kódu tRNA na úrovni interakce kodon-antikodon.